# Daimler Motoren Gesellschaft

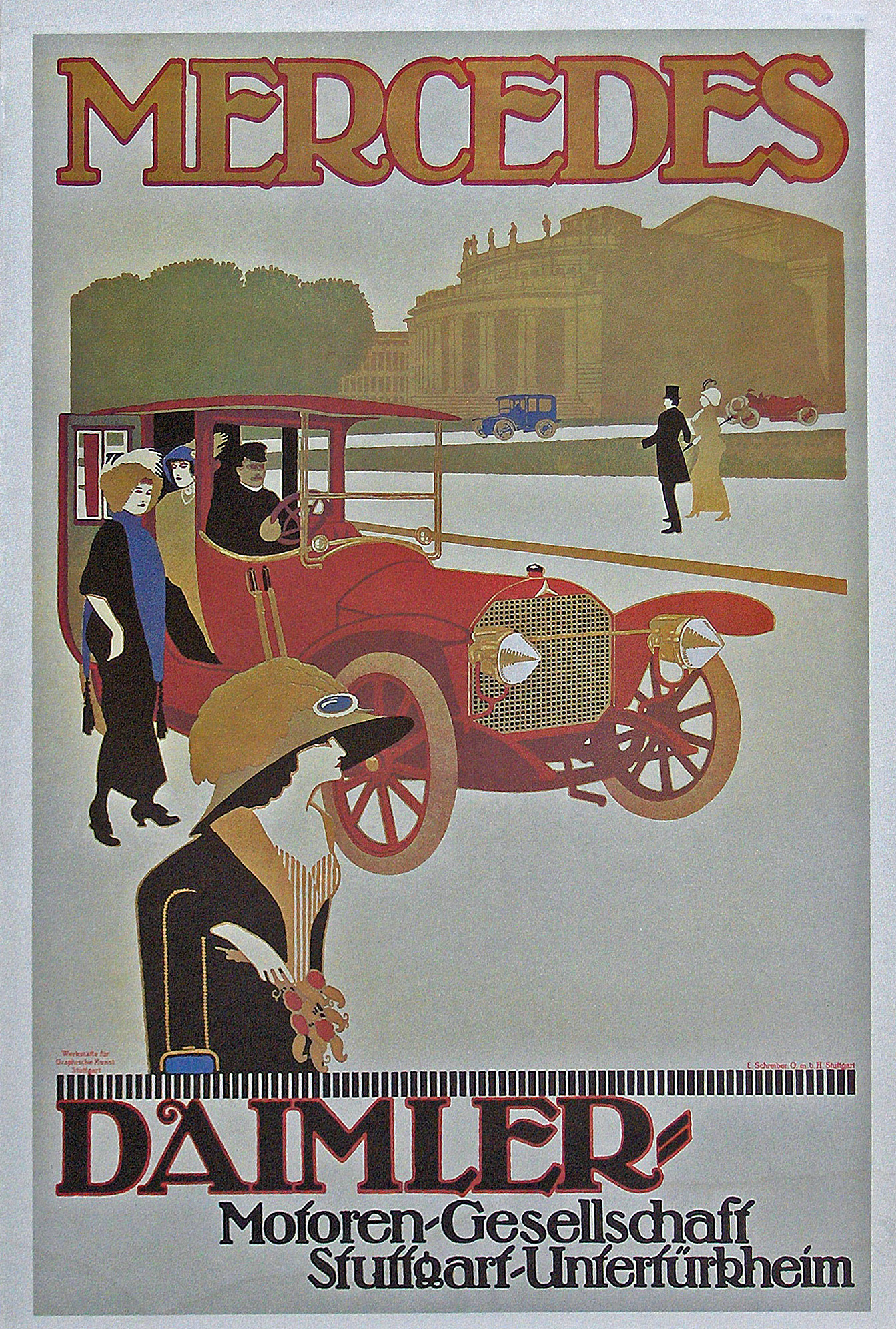
Plakát na Mercedes Double Phaeton (1908)

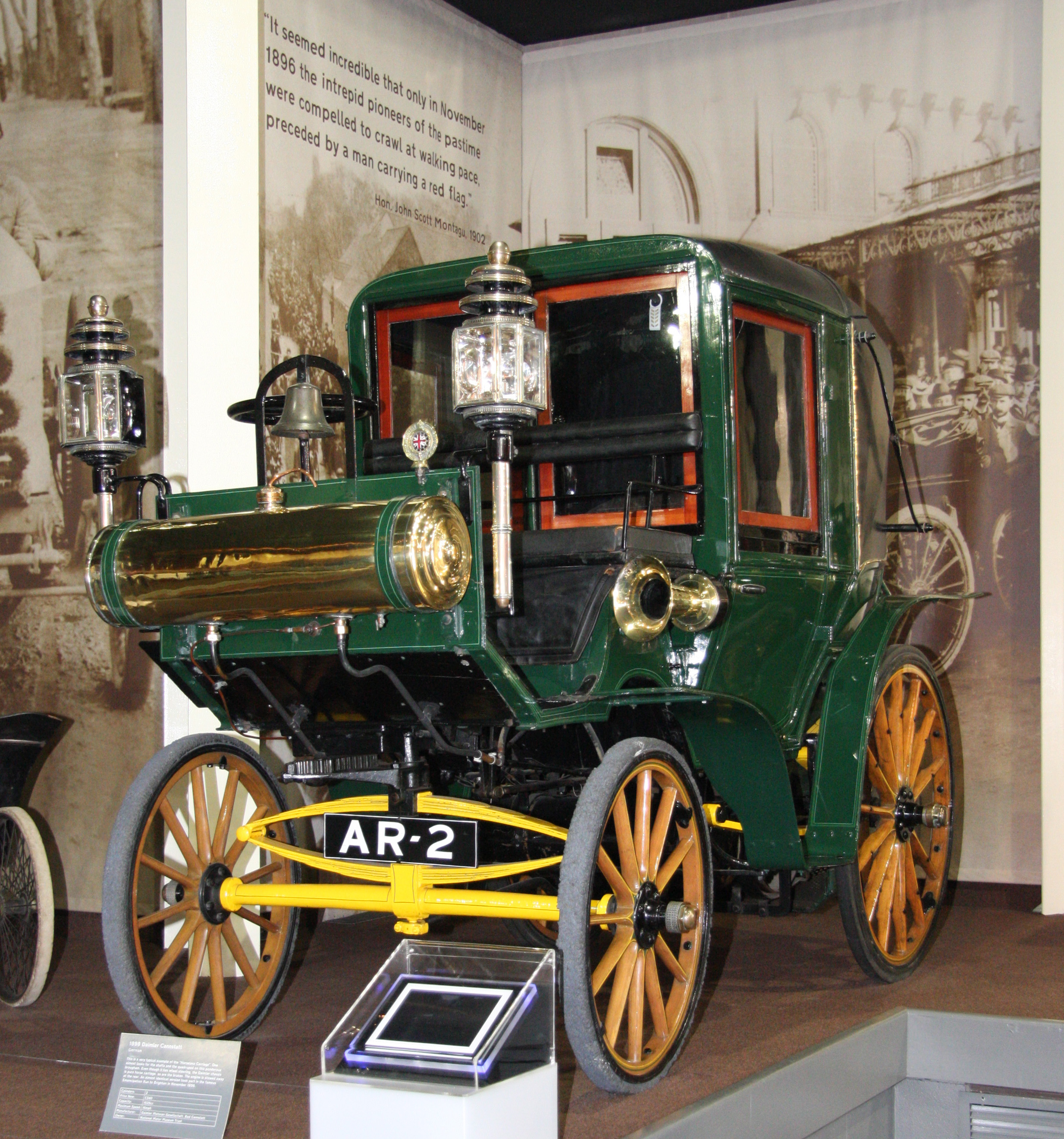
Daimler Cannstatt z roku 1898. Typický příklad „vozu bez koní“.

Daimler Motoren Gesellschaft (zkráceně DMG) byla německá továrna na výrobu spalovacích motorů a posléze automobilka, kterou v roce 1890 společně založili Gottlieb Daimler a Wilhelm Maybach v Cannstattu (dnes Bad Cannstatt), který je částí Stuttgartu. Společnost zanikla v roce 1926 sloučením s automobilkou Benz & Cie., čímž vzniklo nové seskupení, jež přijalo jméno Daimler-Benz AG.

## Historie
V roce 1887 zakoupil Gottlieb Daimler tovární pozemek v cannstadtském Seelbergu a v prosinci 1890 zde s Wilhelmem Maybachem otevřeli malou automobilku na výrobu vozu který předešlého roku představili v Paříži, kde vzbudil značný zájem. Tento okamžik lze považovat za oficiální začátek značky Daimler. Výroba automobilů však vyžadovala značné investice, a proto se Daimler s Maybachem spojili s finančníky Maxem Von Duttenhofferem a Williamem Lorenzem. Tak vznikla společnost s názvem Daimler Motoren Gesellschaft neboli DMG.

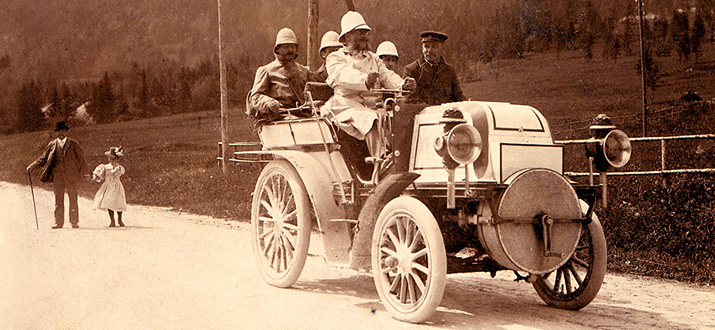
Jellinek řídí svůj vůz Phönix

V roce 1896 navštívil továrnu tehdejší rakouskouherský generální konzul v Nice Emil Jellinek, který se věnoval též prodeji automobilů. S vozem, který si u DMG objednal (Phönix 8 PS), vyhrál na Francouzské riviéře v roce 1899 řadu závodů. Nicméně Jellinek s ním nebyl spokojen, a proto se v roce 1900 dožadoval závodního vozu s výkonem alespoň 35 koňských sil. Přál si také, aby nový vůz nesl jméno jeho dcery Mercedes. Gottlieb Daimler zemřel v březnu 1900 a nového modelu Mercedes 35 PS, který byl hotov až koncem roku, se již nedočkal. Sportovní i cestovní verze vozu slavily značné úspěchy, a tak byl Jellinek požádán, aby se stal členem představenstva DMG. Od roku 1902 se pro všechny nové modely společnosti DMG začala používat obchodní značka Mercedes.
V roce 1903 továrna v Cannstattu vyhořela, načež se výroba DMG přestěhovala do větších prostor v Untertürkheimu. Automobilová výroba se tak stala hlavním odvětvím Daimler Motoren Gesellschaft.

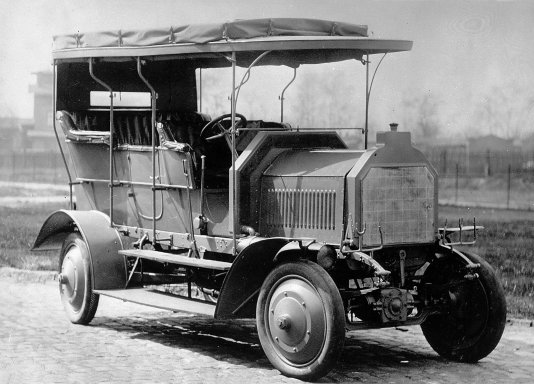
Dernburg-Wagen

Nabídka společnosti se záhy rozšířila o další modely, např. o model Simplex, který se vyráběl v letech 1902 až 1910 v různých verzích s velkými motory o objemu od 4 – 10 l. V roce 1907 se v nabídce automobilky poprvé objevily dva vozy se šestiválcovými motory.
Téhož roku nabídla značka první terénní vozidlo s pohonem všech čtyř kol v dějinách, Dernburg-Wagen. Vůz dostal jméno podle ministra zahraničních věcí pro německé kolonie Bernharda Dernburga, který jej používal v Africe.
Po 1. světové válce, kterou Německo prohrálo, byla situace ve výrobě automobilů velice složitá. Přesto došlo v roce 1921 k historické události. Značka představila první sériově vyráběný automobil na světě s přeplňovaným motorem. Byl vybaven Rootsovým objemovým kompresorem, který zvyšoval výkon z 25 koní na 40 koní, ačkoli obsah válců byl jen 1,6 litru.
Automobilový trh v poválečném Německu zasaženém ekonomickou krizí krachoval, což DMG přinutilo ke spolupráci s hlavním soupeřem, společností Benz & Cie. Obě firmy se tak mohly podělit o náklady na výzkum a vývoj. Tato spolupráce posléze v roce 1926 vyústila ve sloučení obou firem. Vznikla tak nová společnost Daimler-Benz AG. Její automobily nesly od té doby značku Mercedes-Benz a jejich ochrannou známkou se stala „trojcípá hvězda představující ,zemi, vodu a vzduch‘ obkroužená tradičním vavřínovým věncem Karla Benze“.